# Ходячие мертвецы (1-й сезон)
Первый сезон телесериала «Ходячие мертвецы», основанного на одноимённой серии комиксов Роберта Киркмана, Тони Мура и Чарли Адларда транслировался в США телеканалом AMC с 31 октября по 5 декабря 2010 года. Автор идеи Фрэнк Дарабонт был режиссёром и сценаристом к четырём эпизодам 1-го сезона.
Сюжет первого сезона рассказывает о помощнике шерифа — Рике Граймсе, его семье и друзьях. В перестрелке с преступниками Рик получил серьёзное ранение и впал в кому. Через некоторое время он приходит в себя в больнице, где понимает что Мир изменился. Его цель — найти и защитить свою семью.
Первый сезон был хорошо встречен критиками и был номинирован на несколько наград, в том числе и на премию «Золотой глобус» в категории «Лучший драматический телесериал».

## Создатели
- Автор идеи: Фрэнк Дарабонт
- Режиссёры: Фрэнк Дарабонт (пилотный эпизод), Мишель Макларен (2-й эпизод), Гвинет Хордер-Пейтон (3-й эпизод), Йохан Ренк (4-й эпизод), Эрнест Р. Дикерсон (5-й эпизод), Гай Ферленд (6-й эпизод)
- Сценаристы: Роберт Киркман, Тони Мур и Чарли Адлард, Фрэнк Дарабонт, Чарльз Х. Игли, Джек ЛоГидис, Глен Маззара, Адам Фиерро
- Композитор: Беар Маккрири
- Операторы: Дэвид Бойд, Дэвид Таттерсолл
- Монтаж: Хантер М. Вия, Джулиус Рамси, Сидни Волински
- Продюсеры: Дэвид Алперт, Фрэнк Дарабонт, Чарльз Х. Игли, Адам Фиерро, Гейл Энн Хёрд, Денис М. Хут, Роберт Киркман, Джек ЛоГидис, Том Луз, Грег Никотеро, Скип Скулник
- Специальный грим: Грег Никотеро

## Актёрский состав
- Эндрю Линкольн — Рик Граймс
- Джон Бернтал — Шейн Уолш
- Сара Уэйн Кэллис — Лори Граймс
- Чендлер Риггз — Карл Граймс
- Стивен Ён — Гленн
- Джеффри Деманн — Дейл Хорват
- Лори Холден — Андреа
- Эмма Белл — Эми
- Майкл Рукер — Мерл Диксон
- Норман Ридус — Дэрил Диксон
- Ленни Джеймс — Морган Джонс
- Эдриан Кали Тёрнер — Дуэйн Джонс
- Джерил Прескотт Сэйлс — Джеки
- Эндрю Ротенберг — Джим
- Хуан Пареха — Моралес
- Айрон Синглтон — Теодор «Ти-Дог» Дуглас
- Мелисса Макбрайд — Кэрол Пелетье
- Мэдисон Линтц — София Пелетье
- Адам Минарович — Эд Пелетье
- Ноа Эммерих — доктор Эдвин Дженнер

## Эпизоды
| № общий | № в сезоне | Название                                       | Режиссёр             | Автор сценария                                                                                  | Дата премьеры   | Зрители в США (млн) |
| --- | ---------- | ---------------------------------------------- | -------------------- | ----------------------------------------------------------------------------------------------- | --------------- | ------------------- |
| 1 | 1          | «Дни, изменившие мир» «Days Gone Bye»          | Фрэнк Дарабонт       | Телесценарий: Фрэнк Дарабонт                                                                    | 31 октября 2010 | 5,35                |
| Во время задержания банды преступников полицейский Рик Граймс из небольшого городка в Джорджии получает тяжёлое ранение и теряет сознание. Через неизвестный промежуток времени он приходит в себя в палате больницы. На его призывы о помощи никто не отзывается. Тогда он сам начинает искать помощь, но видит, что больница заброшена, вокруг лежит множество трупов и нет ни одного живого человека. Он отправляется к своему дому в надежде найти там свою жену Лори и сына Карла, но дома никого нет. Рик встречает темнокожего немолодого человека по имени Морган Джонс, который вместе с сыном Дуэйном использует дом его соседей как убежище. Они рассказывают ему о произошедшем. Оказывается, выживших начали эвакуировать в надежде лучше обеспечить их защиту, а жена и сын Граймса, скорее всего, в Атланте. Взяв в полицейском участке машину и оружие, Рик направляется на поиски своей семьи. По дороге у него кончается бензин и он находит на близлежащей ферме коня, на котором добирается до Атланты. По дороге Рик видит полное запустение, а когда въезжает в город, на него нападает целая толпа зомби. Они убивают коня, но Рику удается спастись в недалеко стоящем танке. Тем самым Рик оказывается в ловушке. |            |                                                |                      |                                                                                                 |                 |                     |
| 2 | 2          | «Кишки» «Guts»                                 | Мишель Макларен      | Фрэнк Дарабонт                                                                                  | 7 ноября 2010   | 4,71                |
| Граймса выручает Гленн, молодой человек азиатской внешности. Он приводит Рика в универмаг, где находится ещё группа выживших: Андреа, Джеки, Моралес, Ти-Дог и Мёрл Диксон. Они рассказывают Граймсу о том, что они пришли в город из лагеря выживших неподалёку, чтобы пополнить запасы. Однако, выручая Рика, они привлекли внимание толпы зомби, которая в это время разбивает витрину универмага, и шансов выжить у группы почти не остаётся. К тому же, внутри группы возникает конфликт: наркоман и расист Мёрл Диксон угрожает оружием афроамериканцу Ти-Догу. Граймсу удаётся обезвредить Мёрла и приковать его наручниками к трубе на крыше. В поисках выхода Граймс и Гленн обмазываются внутренностями убитого зомби, чтобы пахнуть как труп и не вызывать подозрений ходячих. Они выходят и успешно пробираются через толпу зомби, но вдруг начинается дождь и смывает запах зомби с Рика и Гленна вместе с внутренностями. Зомби их чуют, и они еле успевают спастись. Так им удаётся найти машину, которую Граймс подгоняет вплотную к универмагу, и на которой группе удаётся выехать из города. Однако Диксона они спасти не успевают, и он остаётся на крыше.                                                             |            |                                                |                      |                                                                                                 |                 |                     |
| 3 | 3          | «Расскажи это лягушкам» «Tell It to the Frogs» | Гвинет Хордер-Пейтон | Сюжет: Чарльз Х. Игли, Джек ЛоГидис Телесценарий: Чарльз Х. Игли, Джек ЛоГидис и Фрэнк Дарабонт | 14 ноября 2010  | 5,07                |
| В лагере Граймс встречает свою жену и сына. Он собирается вернуться в Атланту, чтобы спасти Мёрла Диксона, а заодно подобрать потерянную в городе сумку с оружием и рацию. С ним отправляются Гленн, Ти-дог и Дерил — брат Мёрла. Добравшись до крыши, герои обнаруживают, что Мёрл смог освободиться от наручников и уйти. Тогда они решают найти сумку. В это время в лагере происходит неприятное происшествие. Эд — муж Кэрол и отец Софи — приходит на пруд, где женщины стирают одежду, устраивает там скандал и бьёт свою жену по лицу. Шейн, стороживший стиравших, а заодно игравший с маленьким Карлом, тут же нападает на Эда и разбивает ему лицо. |            |                                                |                      |                                                                                                 |                 |                     |
| 4 | 4          | «Братки» «Vatos»                               | Йохан Ренк           | Роберт Киркман                                                                                  | 21 ноября 2010  | 4,75                |
| Во время миссии в Атланте возникают серьёзные проблемы. Выясняется, что кроме четверых путешественников в городе есть ещё живые люди, они нападают и увозят Гленна. Впрочем, в руки к Рику попадает один из нападавших — паренёк по имени Мигель. Случившееся оказывается недоразумением, нападавшими были члены латиноамериканской банды, продолжающие заботиться о больных и стариках в местной больнице. Рик делится с ними оружием и патронами, после чего, вернув Мигеля и получив назад Гленна, компания решает вернуться в лагерь. Тут обнаруживается неприятность — кто-то угнал их грузовик. Тем временем в лагере не менее серьёзные проблемы возникают у Джима. Обеспокоенные тем, что он весь день копает ямы, напоминающие могилы, Шейн и Дейл связывают его. Так становится известна печальная история Джима и его семьи. Вечером во время ужина на лагерь нападает толпа ходячих. |            |                                                |                      |                                                                                                 |                 |                     |
| 5 | 5          | «Инфекция» «Wildfire»                          | Эрнест Дикерсон      | Глен Маззара                                                                                    | 28 ноября 2010  | 5,56                |
| После ночной атаки мёртвых погибают Эми и Эд, а Джима кусают за бок. Рик вспоминает о расположенном в окрестностях Атланты ЦКЗ (Центр Контроля Заболеваний) и решает отвести остальных выживших туда, надеясь, что работающим там учёным удалось создать вакцину. Джим, понимая, что ему осталось немного, просит оставить его у дороги, и его просьбу исполняют. Группа подъезжает к Институту вирусологии к наступлению темноты. На улицах появляются толпы мертвецов. И когда шансов не остается, открывается вход в ЦКЗ. |            |                                                |                      |                                                                                                 |                 |                     |
| 6 | 6          | «ТС-19» «TS-19»                                | Гай Ферленд          | Адам Фиерро и Фрэнк Дарабонт                                                                    | 5 декабря 2010  | 5,97                |
| Войдя в Центр вирусологии, Рик и группа обнаруживают заваленную трупами территорию. В центре остался работать лишь один учёный по имени Эдвин Дженнер. Он рад гостям, но ему нечего сказать им в утешение — его коллеги сбежали, были убиты, или сами покончили с собой, так и не выяснив, что стало причиной начавшегося хаоса и как с ним бороться. Никакого лекарства от заболевания, превращающего людей в зомби в считанные минуты, в данный момент не существует. Тем не менее в его распоряжении хорошо укреплённое здание и подземный бункер-лаборатория. Есть только одна проблема — после истощения питающих центр ресурсов будет запущен механизм самоуничтожения. И время уже на исходе. Группа изо всех сил пытается выбраться из ЦКЗ, но Эдвин Дженнер не дает им сбежать. В конце концов он отпускает их, но одна из выживших — Джекки — решает остаться. Путь группы Рика лежит в Форт Беннинг. |            |                                                |                      |                                                                                                 |                 |                     |

## Награды и номинации первого сезона
Первый сезон был хорошо встречен критиками и был номинирован на несколько наград:
| Премия                            | Категория                                | Номинанты                                      | Итог      |
| --------------------------------- | ---------------------------------------- | ---------------------------------------------- | --------- |
| «Золотой глобус» (2011)           | Лучший телевизионный сериал — драма      |                                                | Номинация |
| «Сатурн» (2011)                   | Лучшая телепостановка                    |                                                | Победа    |
| «Сатурн» (2011)                   | Лучший телеактёр                         | Эндрю Линкольн                                 | Номинация |
| «Сатурн» (2011)                   | Лучшая телеактриса                       | Сара Уэйн Кэллис                               | Номинация |
| «Сатурн» (2011)                   | Лучший телеактёр второго плана           | Стивен Ён                                      | Номинация |
| «Сатурн» (2011)                   | Лучшая телеактриса второго плана         | Лори Холден                                    | Номинация |
| «Сатурн» (2011)                   | Лучшая гостевая роль в телесериале       | Ноа Эммерих                                    | Номинация |
| «Спутник» (2011)                  | Лучший жанровый телесериал               |                                                | Номинация |
| Гильдия режиссёров Америки (2011) | Лучшая режиссура в драматическом сериале | Фрэнк Дарабонт (эпизод: «Дни, изменившие мир») | Номинация |
| Teen Choice Awards (2011)         | Choice TV: Breakout Show                 |                                                | Номинация |